# اسلحه خدایان
اسلحه خدایان یا تفنگ خدا (همچنین به Diamante Lobo معروف است) وسترن اسپاگتی ایتالیایی - اسرائیل به سال ۱۹۷۶ است که در اسرائیل به کارگردانی جانفرانکو پارولینی (با عنوان فرانک کرامر) با بازی لی ون کلیف، لیف گرت، جک پالانس و سیبیل دانینگ در اسرائیل فیلمبرداری شده‌است. پالانس در نقش رئیس گروه بدخواه راهزنان و ون کلیف در نقش دو برادر نقش آفرینی می‌کنند: یک کشیش و یک هفت‌تیرکشِ ارشاد شده که مصمم است تا جلوی آنها را بگیرد.
لیف گرت در نقش شخصیت اصلی فیلم در نقش جانی، بچه‌ای بی‌پدر که هفت‌تیرکشِ ارشاد شده را به شهر می‌آورد، را بازی می‌کند.
این فیلم سومین و آخرین همکاری لی وان کلیف  با جانفرانکو پارولینی است.

## بازیگران
- لی ون کلیف در نقش پدر جان / لوئیس
- جک پالانس در نقش سام کلیتون
- ریچارد بون در نقش کلانتر
- سیبیل دانینگ در نقش جنی
- لیف گرت در نقش جانی
- رابرت لیپتون در نقش جس کلیتون
- کودی پالانس در نقش زیک کلیتون
- ایان سندر در نقش رد کلیتون
- پنینا روزنبلوم در نقش چستی
- ژیلا کارنی در نقش خوانیتا لوئیس
- هاینز برنارد در نقش قاضی بارت
- دیدی لوکوف در نقش ریپ
- ریکاردو دیوید در نقش آنجل جورج
- چانه چین به عنوان ویلی
- رافی بن آمی در نقش مورتیمر

## تولید
ریچارد بون قبل از اتمام فیلم، فیلم را کنار گذاشت و نقش خود را برای بازیابی توسط بازیگر دیگری دوبله کرد. در مصاحبه‌ای با کلیولند آموری در اسرائیل در ماه مه ۱۹۷۶، بون به آموری گفت: «من در بدترین تصویری که ساخته شده بازی می‌کنم. تهیه‌کننده یک نفر از اسرائیل و کارگردان ایتالیایی است و آنها صحبت نمی‌کنند. خوشبختانه این مهم نیست، زیرا کارگردان از هر دو گوش کَر است».